# Храповицкий, Ян Антоний
Ян Антоний Храповицкий (пол. Jan Antoni Chrapowicki; 1 октября 1612 — 3 ноября 1686) — государственный деятель Великого княжества Литовского, хорунжий смоленский (с 1650), подкоморий смоленский (с 1660), воевода витебский (1669—1686). Староста дорогобужский, озерецкий и марковский, администратор Могилевской экономии (1684).

## Биография
Представитель литовского шляхетского рода Храповицких герба «Гоздава».
Учился в коллегиуме Новодворского в Кракове, затем продолжал образование в Лондоне и Падуе. В 1637 году перешел из кальвинизма в католичество, что дало ему возможность заниматься общественной и политической деятельностью и сделать карьеру.
21 ноября 1632 года Ян Храповицкий подписал акт избрания Владислава IV Вазы на польский престол. В апреле 1639 года был избран послом (депутатом) от Витебского воеводства на сейм, а в 1646 года вновь стал послом от Смоленского воеводства на сейм.
В 1646 г. служил капитаном в пограничном городе Дорогобуже.
После смерти Владислава IV Ян Храповицкий вновь был избран послом Смоленского воеводства на конвокационный сейм, где 31 июля 1648 года подписал акт Варшавской генеральной конфедерации. 27 августа 1648 года был избран послом на элекционный сейм, где поддержал избрание Яна II Казимира Вазы на польский королевский трон.
Занимал ряд государственный должностей. В 1650 г. — получил должность смоленского хорунжего.
Был секретарем короля польского и великого князя литовского Яна Казимира Вазы. Активный участник политической жизни Речи Посполитой: принимал участие работе 24-х сеймов, избирался маршалком сеймов (1665 и 1668), входил в многочисленные сеймовые комиссии, а также в казенный трибунал Великого княжества Литовского.
В сентябре 1669 года Ян Антоний Храповицкий получил должность воеводы витебского. 5 февраля 1671 года он прибыл в Витебск и официально вступил в должность воеводы.
В середине XVII века Ян Храповицкий участвовал в работе комиссии для размежевания Велижского и Усвятского староств с Невельском староством. Принимал участие в переговорах с Московским государством, а также в подписании Андрусовского примирения (1667).
В 1673 году он был посредником между польским королём Михаилом Корибутом Вишневецким и его противниками — профранцузской партией под руководством примаса Николая Пражмовского и великого гетмана коронного Яна Собеского.
В 1674 году Ян Храповицкий был избран послом (депутатом) от Витебского воеводства на элекционный сейм, на котором поддержал избрание Яна Собеского на польский королевский престол.
В 1676 году в Витебске построил монастырь бернардинцев вместе с костелом св. Антония Падуанского.
В 1683 году не участвовал в Венской кампании Яна Собеского, но отправил своего сына Стефана в литовские войска под командованием гетмана великого литовского Казимира Сапеги.
3 ноября 1686 года Ян Антоний Храповицкий скончался в Лукишках под Витебском.

## Семья
Родители — Кшиштоф Храповицкий и Елена Войно-Ясенецкая. Отец Криштоф (Христофор) и братья были захвачены в плен русскими войсками в Смоленске. Отец и два брата погибли в плену.
Третий брат — Юрий — перешел на московскую службу и стал родоначальником русской линии Храповицких.
Вел судебный процесс с собственными сыновьями (от первой жены), требовавшими наследства умершей матери.

## Дневник
Оставил дневник «Записки о своей жизни» за 1658—1685 годы — ценный исторический источник, где есть сведения о политической жизни Речи Посполитой, сеймах, повседневной жизни шляхты, обычаях и нравах.